# دهداران العليا (شبانكارة)
دهداران العليا (بالفارسية: دهداران علیا) هي قرية تقع في إيران في قسم شبانكارة الريفي. يقدر عدد سكانها بـ 410 نسمة بحسب إحصاء 2016.